# Laos aux Jeux olympiques d'été de 2016
Le Laos participe aux Jeux olympiques d'été de 2016 à Rio de Janeiro. Il s'agit de sa 9e participation aux Jeux olympiques d'été.

## Athlétisme
Hommes
| Athlète        | Épreuve          | Séries   | Séries | Demi-finales | Finale   |
| Athlète        | Épreuve          | Résultat | Rang   | Résultat     | Résultat |
| -------------- | ---------------- | -------- | ------ | ------------ | -------- |
| Xaysa Anousone | 110 mètres haies | 14 s 40  | 7e     | Éliminé      | Éliminé  |

Femmes
| Athlète             | Épreuve    | Tour préliminaire | Tour préliminaire | Séries   | Demi-finales | Finale   |
| Athlète             | Épreuve    | Résultat          | Rang              | Résultat | Résultat     | Résultat |
| ------------------- | ---------- | ----------------- | ----------------- | -------- | ------------ | -------- |
| Laenly Phoutthavong | 100 mètres | 12 s 82 (PB)      | 7e                | Éliminée | Éliminée     | Éliminée |

### Cyclisme sur route
Hommes
| Athlète           | Compétition     | Temps | Rang |
| ----------------- | --------------- | ----- | ---- |
| Ariya Phounsavath | Course en ligne | DNF   | DNF  |

## Judo
Le Laos bénéficie d'une invitation par la fédération internationale.
| Athlète              | Compétition    | 1er tour                | 2e tour             | 3e tour             | Quart de finale     | Demi-finale         | Repêchage 1         | Repêchage 2         | Finale              | Finale  |         |
| Athlète              | Compétition    | Adversaire Résultat     | Adversaire Résultat | Adversaire Résultat | Adversaire Résultat | Adversaire Résultat | Adversaire Résultat | Adversaire Résultat | Adversaire Résultat | Rang    |         |
| -------------------- | -------------- | ----------------------- | ------------------- | ------------------- | ------------------- | ------------------- | ------------------- | ------------------- | ------------------- | ------- | ------- |
| Soukphaxay Sithisane | Moins de 60 kg | Battu par Tsai Ming-yen | Éliminé             | Éliminé             | Éliminé             | Éliminé             | Éliminé             | Éliminé             | Éliminé             | Éliminé | Éliminé |

## Natation
| Athlète             | Épreuve         | Séries       | Séries | Demi-finales | Finale   |
| Athlète             | Épreuve         | Temps        | Rang   | Résultat     | Résultat |
| ------------------- | --------------- | ------------ | ------ | ------------ | -------- |
| Santisouk Inthavong | 50 m nage libre | 26 s 54 (NR) | 69e    | Éliminé      | Éliminé  |

| Athlète              | Épreuve         | Séries  | Séries | Demi-finales | Finale   |
| Athlète              | Épreuve         | Temps   | Rang   | Résultat     | Résultat |
| -------------------- | --------------- | ------- | ------ | ------------ | -------- |
| Siri Arun Budcharern | 50 m nage libre | 32 s 55 | 76e    | Éliminée     | Éliminée |